# Dobrița, Gorj
Dobrița este un sat în comuna Runcu din județul Gorj, Oltenia, România.

## Personalități
Dr. Dumitru D. Culcer s-a retras aici spre sfârșitul vieții, la moșia sa și a murit la 13 august 1928. Monumentul funerar cu bustul său poate fi văzut în curtea bisericii din sat.
In 24 august 1944, aici s-a refugiat regele Mihai I împreună cu regina-mamă.
 Acest articol despre o localitate din județul Gorj este deocamdată un ciot. Puteți ajuta Wikipedia prin completarea lui.